# アルカンターラ (素材)

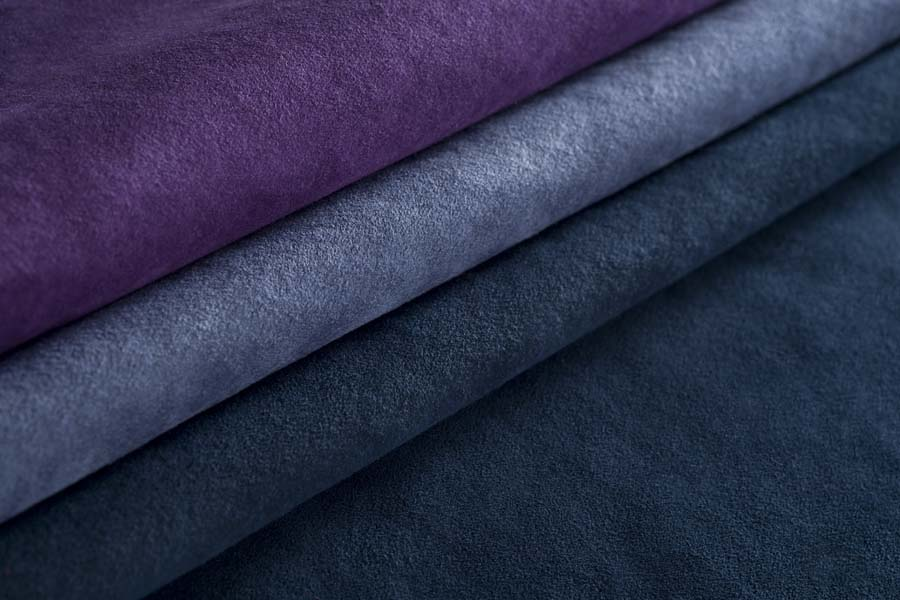
アルカンターラの例

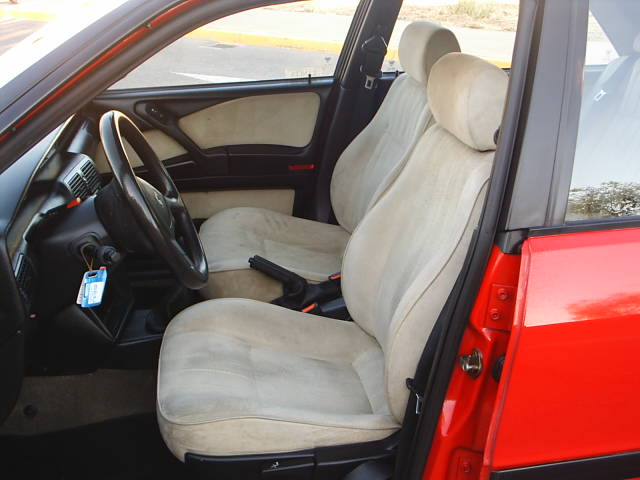
ランチア・デルタに使われているアルカンターラ

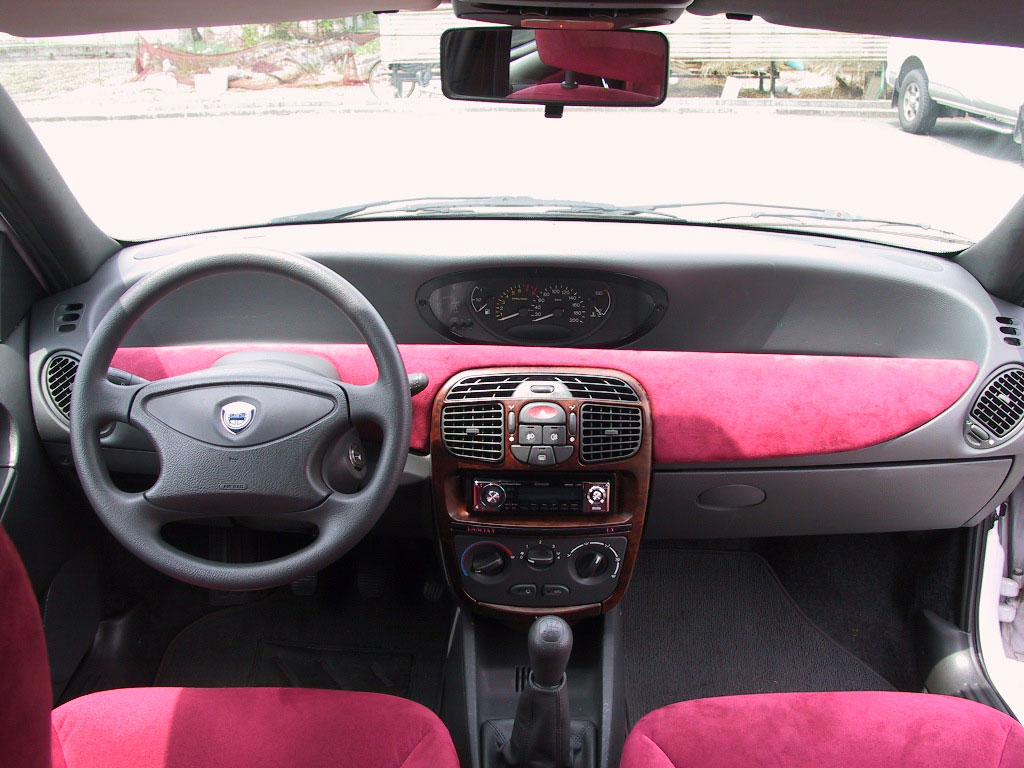
ランチア・イプシロンに使われているアルカンターラ

アルカンターラ（Alcantara）は、1972年に「東レ」とイタリアの工業会社「Eni」の合弁で設立されたイタリアのイガント（後のアルカンターラ社）が製造･販売する商標登録されたスエード調人造皮革素材。カーボンニュートラル認証を取得しており、自動車内装、船舶内装、服飾、アクセサリー、家電等の分野で採用されている。日本では東レがエクセーヌとして開発・展開していて、イタリア製欧州及び自動車内装向けではアルカンターラのブランド名で展開していたが、2013年にアルカンターラをイタリア製、ウルトラスエードを日本製と使い分ける事に変更された。

## 組成
アルカンターラの組成は68%のポリエステルと32%のポリウレタンからなり、耐久性と洗濯クリーニング性が高い。外観と触感は 天然スエードに近い。また一部の製品は家具や自動車内装用途における難燃基準に適合した加工が施されている。

## 現在の用途
自動車内装材としてはエクセーヌ#アルカンターラとして採用されたものも参照のこと。

用途としては現在最大の用途である自動車（高級自動車メーカーのシート、ダッシュボード、ドアトリム、ヘッドライナー）、家具・衣料品・鞄・アクセサリー・ヘルメットなどがある。ウィリアムズ F1 FW33などF1レーシングカーのドライバーシートの難燃性カバー素材として使われた時期がある。またゼンハイザー HD800、ゼンハイザー Momentum On-Earなど音楽鑑賞用高級ヘッドフォンのイアパッドとしても使われている。近年の例としては、マイクロソフトのPC「Surface Pro」用タイプカバー及び「Surface Laptop」のパームレストとしての採用例もある。